# Libia (metropolitana di Roma)
Libia è una stazione della linea B della metropolitana di Roma.

## Storia
I cantieri della diramazione B1 sono stati aperti nel novembre 2005 e sono terminati verso la fine del 2011. La stazione è stata aperta al servizio il 13 giugno 2012. Nel 2013 la stazione è stata dedicata a Chiara Lubich, fondatrice del movimento dei Focolari, e nell'atrio è presente una targa a lei dedicata.
Il progetto è firmato dallo studio ABDR Architetti Associati (Maria Laura Arlotti, Michele Beccu, Paolo Desideri, Filippo Raimondo).
Il nome originario del progetto era Libia-Gondar e fu poi ridotto a Libia.

## Servizi
La stazione dispone di:
- Biglietteria automatica
- Servizi igienici

## Interscambi
- Stazione ferroviaria (Roma Nomentana, percorrendo via di Santa Maria Goretti per 300 m oppure viale Libia e viale Etiopia per 400 m)
- Fermata autobus ATAC e COTRAL